# Parinacota (localidad)
Parinacota (del aimara: parinaquta ‘laguna de parinas’) es una localidad ubicada en la comuna de Putre, Región de Arica y Parinacota, Chile. Se encuentra junto a un bofedal del mismo nombre, próximo al sistema hidrológico del lago Chungará y las lagunas de Cotacotani.
Ubicada a 4430 m s. n. m., es la localidad habitada más alta de Chile. A nivel mundial, solo Perú, China, Bolivia e India poseen asentamientos a mayor altitud.

## Contexto

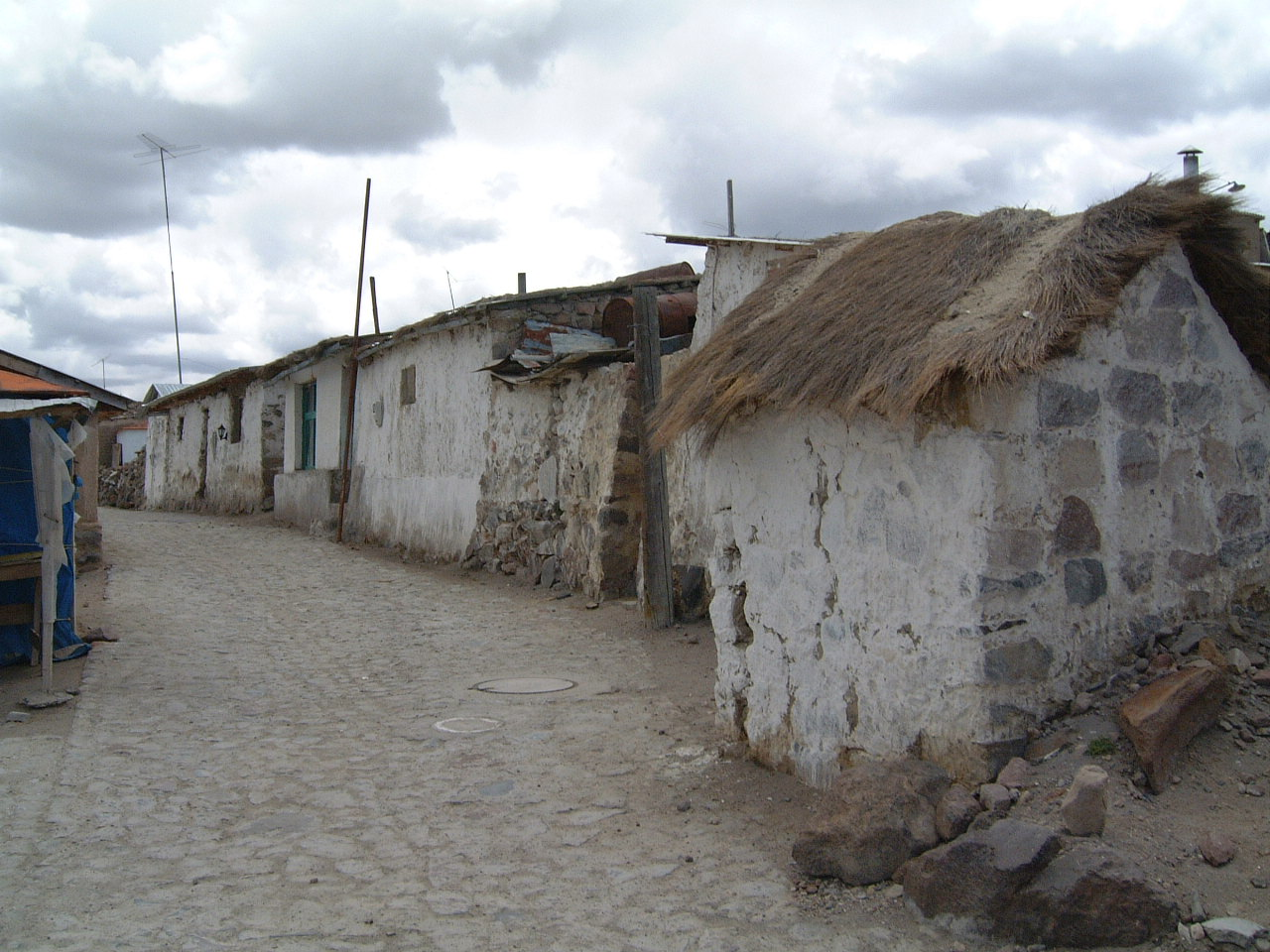
Calle de Parinacota.

Posteriormente se forma el poblado en su vecindario, con casas que se ocupaban sólo para las festividades. Parinacota ha tenido importancia etno-cultural, pues marca la localización de uno de los tres dialectos aimaras de la cordillera de los Andes en el sector chileno.
El pueblo fue declarado Zona Típica Nacional el 4 de mayo de 1979, ese mismo día su iglesia fue declarada Monumento Nacional, Dentro del decreto N° 1158 en el año 1979, firmado por Augusto Pinochet Ugarte. Entre sus atractivos turísticos y culturales, destaca la iglesia de Parinacota y el Museo de Parinacota.

## Demografía
| Coordenadas                                | Altitud          | Localidad  | Categoría | Población (censo 1999) | Población masculina | Población femenina | Viviendas (censo 1999) |
| ------------------------------------------ | ---------------- | ---------- | --------- | ---------------------- | ------------------- | ------------------ | ---------------------- |
| 18°12′5″S 69°16′4″O / -18.20139, -69.26778 | 4.430 m s. n. m. | Parinacota | Caserío   | 29                     | 19                  | 10                 | 20                     |